# Флоров, Илья Флорентьевич
Илья Флорентьевич Флоров (1908—1983) — советский авиаконструктор, доктор технических наук (1970). Был главным конструктором ОКБ-207, разработчиком ряда самолётов. Участвовал в создании первых советских самолётов с ПВРД и ЖРД.

## Биография
Родился 5 августа 1908 году в г. Новочеркасске в семье военного инженера, впоследствии полковника русской армии, участника русско-японской войны.
Революцию семья встретила в Ревеле, отец пропал во время Гражданской войны, а мать с детьми переехала в Екатеринодар.
В Екатеринодаре Флоров окончил среднюю школу и в 1926 году поступил на механическое отделение Донского политехнического института. В связи с реорганизацией ДПИ, был переведён в Новочеркасский авиационный институт, который окончил в 1931 году.
В 1940 году совместно с Алексеем Боровковым работал над проектом Истребителя Д.
С 1941 года работал в ОКБ В. Ф. Болховитинова.
В 1943 году спроектировал новый ракетный самолёт — «4302».
С 1944 года проводил в НИИ-1 широкие поисковые исследования перспектив развития летательных аппаратов с двигателями различных типов.
В 1948 году НИИ-1 слился с ЦИАМ и под руководством Флорова эти работы были продолжены в «самолётном» отделе ЦИАМ, который Флоров возглавлял до 1952 года и с 1957 по 1982 годы.
Умер 22 января 1983 года. Похоронен в Москве на Николо-Архангельском клдадбище.

## Память
- В декабре 2003 года в Москве Флорову была открыта мемориальная доска.

## Награды
- Награждён орденом Октябрьской Революции, двумя орденами Трудового Красного Знамени и медалями.

## Труды
- В 1958 году в Трудах ЦИАМ была опубликована статья И. Ф. Флорова «Методика оценки эффективности применения двигателей в авиации».
- В 1969 году в Трудах ЦИАМ (№ 457) вышла ставшая классической работа И. Ф. Флорова «Некоторые соотношения между параметрами и характеристиками двухконтурных турбореактивных двигателей с различными контурами».
- В 1985 году была опубликована статья И. Ф. Флорова и А. А. Максимова «Оптимизация по экономичности параметров ТРДД без смешения потоков и форсажных устройств в системе силовой установки» (Труды ЦИАМ № 625).